# Муђо
Муђо (итал. Muggiò) је насеље у Италији у округу Монца и Бријанца, региону Ломбардија.
Према процени из 2011. у насељу је живело 23193 становника. Насеље се налази на надморској висини од 174 м.

## Становништво
Према резултатима пописа становништва 2011. у општини је живело 23.208 становника.
| 1931. | 1936. | 1951. | 1961. | 1971.  | 1981.  | 1991.  | 2001.  | 2011.  |
| ----- | ----- | ----- | ----- | ------ | ------ | ------ | ------ | ------ |
| 4.587 | 5.001 | 5.847 | 9.099 | 17.695 | 18.796 | 20.393 | 21.207 | 23.208 |